# 博麗靈夢
博丽灵梦（日语：〔〕／ Hakurei Reimu）是日本同人游戏社团上海爱丽丝幻乐团所制作的弹幕射击游戏（STG）东方Project的第一主角，也是东方系列的代表角色。
作为东方系列的第一主角，她贯穿了东方系列的整个故事线，是东方剧情中最重要的角色之一。

台灣屏東縣九如鄉一台繪有博麗靈夢的痛車。

对博丽灵梦的角色扮演

## Windows版作品設定

### 人物
博丽灵梦是位于幻想乡内的神社——博丽神社的第13代现任巫女，生來就具有強大的靈力，也是博麗神社有史以來靈力最強大的巫女。擁有超乎常人的幸運，她的直覺幾乎一定會命中。實力強勁，在幻想鄉內少有對手。遭遇更強甚至無法戰勝的敵人時，也能夠通過符卡規則或運氣化解。
作為博麗巫女，她以解決異變為主要工作內容，以降伏妖怪等敵人為主，維持幻想鄉的秩序和運轉。此外，她擁有豐富的與妖怪相關的知識，作為這方面的專家，她也會前往人類村落幫助解決一些與妖怪相關的問題或維持治安。而非像普通的巫女一樣單純地侍奉神明或經營神社。
由於靈夢並不經常做一般巫女的職責工作，對於博麗神社侍奉的神明是誰都不了解，對於神社的神明本身快消失了都不關心。
每當有外界人誤入幻想鄉時，一般都是由靈夢將其送出幻想鄉。此外，在每年的年初等重要時間點，靈夢需要舉行儀式，以維持幻想鄉接下來的平衡。雖然靈夢的工作之一是看守博麗大結界，但是靈夢對於大結界本身的機理並不十分了解，甚至還會做出無益的行為。
思想單純，表裡如一，十分放鬆與悠閒，很討厭麻煩的事情。
人類在博麗神社中可以確保安全，但由於博麗神社所在的位置距離幻想鄉內人類的聚集地人類村落比較遠，加上路途中有著險惡的獸道和上坡路，因此參拜客不多，而來訪的妖怪們頂多是來玩或參加宴會的，不可能添香油錢，所以基本上神社是无人参拜的。平常沒事的時候會拿著掃帚掃來掃去，或者坐在神社的走廊一個人喝茶。
對神社沒什麼人來參拜這件事十分苦惱。经常会想出各种手段以吸引参拜客，但是常常以失败告终。和守矢神社、命蓮寺等為競爭關係。
經常會在博麗神社舉辦各式各樣的活動，尤其以宴會和祭典為主。舉辦宴會的時候，靈夢通常會召集幻想鄉各地的妖怪和人類聚集在博麗神社，或是賞櫻或是分享酒食。常前來赴宴的客人有好友霧雨魔理沙、紅魔館的主人蕾米莉亞·斯卡蕾特和女僕十六夜咲夜、冥界白玉樓之主西行寺幽幽子和庭師魂魄妖夢、境界妖怪八雲紫、鬼王伊吹萃香、仙人茨木華扇、光之三妖精、冰之妖精琪露諾和神社的狛犬高麗野阿吽等人。
因為本身的職業是巫女，所以對妖怪會較為嚴厲。對巫女而言，任何的妖怪的存在意義都會被抹殺，巫女對於妖怪而言是無敵的，沒有妖怪能敵的過巫女。直到符卡規則出現後，妖怪才有一絲機會能打敗博麗神社的巫女。
在解決各種異變的過程中和很多人物結下了許多不解之緣，其中不乏妖怪、亡靈等。雖然人類村落的居民們對博麗神社興致寥寥，但是許多妖怪們都非常喜歡靈夢，經常會來神社找靈夢玩耍或參加宴會。
八雲紫經常會關照博麗神社的運作，除了幫助靈夢解決異變，在靈夢犯下失誤時，也會出面提醒並善後，還教導過靈夢如何降神。然而靈夢捉摸不透八雲紫的本意，因而不擅長與她相處。
另外，住在妖怪之山上的仙人茨木華扇經常來博麗神社指導靈夢的修行，對她種種散漫的行為多加說教，甚至強行帶走靈夢進行魔鬼訓練，然而靈夢並沒有什麼長進。另外華扇有時也會在靈夢舉辦活動或宴會時幫忙出主意。

### 特殊能力
具有各种不可思议的能力，主要擁有在空中飛的能力和操縱靈氣的能力。能夠擺脫重力，自由飛翔於空中，不被任何事物束縛。
擅長發現空間的間隙，利用其創造結界。
另外，她還擁有犯規一般的幸運，觀察力很敏銳，直覺總是能準確命中。
作為博麗的巫女，靈夢可以看見一般人看不見的神明、或是與神靈對話，她也能召喚神靈寄宿在自己身上。
在漫畫《東方茨歌仙》裡，死神小野塚小町有提到博麗的巫女本身就不帶任何的罪孽，因此修行、行善什麼的，對於死後的審判一點意義都沒有。意味著靈夢的慾望往往都是人類最原始的慾望。

### 容姿
穿着主要为红色调的巫女服，白色的寬大袖子与上衣不连接，使得肩膀和腋部露出，在袖子的頂部以束帶固定於上臂。
頭髮為黑色，長度在每個官方作品中都不同，尤其是後髮和雙鬢的長度變化很大。可以認為是她偶爾會更換自己的髮型。
腦後繫著巨大的紅色蝴蝶結，是她最為明顯的特徵。胸前一般會繫著一個領結。在兩鬢有兩束髮髻扎在紅白色裝飾的束髮帶中。
下身穿著紅色的裙子，裙襬為白色。雖然是日式的神道教巫女，腳卻穿著黑色或棕色的西式小皮鞋。
她手持武器驅魔棒（或祓杖），作為降服妖怪的重要道具。
这套衣服是从幻想乡的旧货店中制作而成的。因衣服顏色主要由紅色和白色兩種布料構成，而被暱稱為「紅白」。

### 战斗技能
戰鬥技巧包括符咒投擲、將靈力放出的「靈擊」（射擊遊戲的炸彈）、體術、以及法器「陰陽玉」与「封魔針」的使用。彈幕主要是符咒和陰陽玉，會開結界進行移動（看起來就像瞬間移動，其實是結界造成的錯覺）。
雖然她是神道教的巫女，但是她的能力與技能，則主要以中國的道教的形式展現。

### 称号
| 外文 | 中文                                        | 作品                                                                                             |
| ---- | ------------------------------------------- | ------------------------------------------------------------------------------------------------ |
|      | 永遠的巫女                                  | 《紅魔鄉》                                                                                       |
|      | 博麗神社的巫女小姐                          | 《紅魔鄉》                                                                                       |
|      | 樂園的可愛巫女                              | 《妖妖夢》、《萃夢想》、《永夜抄》、《花映塚》、《鬼形獸》、《虹龍洞》、《儚月抄》（漫畫、小說） |
|      | 樂園的巫女                                  | 《緋想天》、《地靈殿》、《星蓮船》、《求聞史紀》                                                 |
|      | 快晴的巫女                                  | 《緋想天》劇情對話時之稱，在選擇人物時並非此稱                                                   |
|      | 飛翔於天空的不可思議的巫女                  | 《DS文花帖》、《三月精V》                                                                        |
|      | 五欲的巫女                                  | 《神靈廟》                                                                                       |
|      | 八百萬神明的代言人                          | 《心綺樓》                                                                                       |
|      | 不可思議的飛天巫女                          | 《輝針城》、《紺珠傳》                                                                           |
|      | 神秘！結界的巫女 → 追擊怪奇！解決異變的巫女 | 《深秘錄》                                                                                       |
|      | 自由奔放且毫無計劃的巫女                    | 《憑依華》                                                                                       |
|      | 春陽下無憂無慮的巫女                        | 《天空璋》                                                                                       |
|      | 小夜時雨的巫女                              | 《剛欲異聞》                                                                                     |
|      | 自由奔放的人類                              | 《茨歌仙》                                                                                       |
|      | 樂園的可愛薩滿（Shaman）                    | 《鈴奈庵》                                                                                       |
|      | 樂園的巫女偵探                              | 《智靈奇傳》                                                                                     |
|      | 御神酒的守護者                              | 《醉蝶華》                                                                                       |
|      | 降伏畜生的巫女                              | 《獸王園》                                                                                       |

### 登場
- 除《文花帖》、《DS文花帖》、《妖精大戰爭》、《彈幕天邪鬼》、《秘封噩夢日記》、《100彈幕狂黑市》外的所有可用自機
- 《夢時空》、《萃夢想》、《花映塚》、《緋想天》、《非想天則》、《心綺樓》、《深秘錄》、《憑依華》、《剛欲異聞》自機、敵機
- 《秋霜玉》、《DS文花帖》Ex面BOSS
- 《永夜抄》4面BOSS（A）
- 《妖精大戰爭》結局
- 《彈幕天邪鬼》第八日BOSS
- 《秘封噩夢日記》星期日BOSS、里·星期日BOSS、噩夢週六BOSS
- 《求聞史紀》、《香霖堂》、《紫香花》、《儚月抄》（全）、《三月精》（全）、《茨歌仙》、《鈴奈庵》、《智靈奇傳》、《醉蝶華》

### 主題曲
| 外文 | 中文                        | 作品                                 |
| ---- | --------------------------- | ------------------------------------ |
|      | 東方妖戀談                  | 《萃夢想》、《緋想天》、《非想天則》 |
|      | 少女綺想曲 ～ Capriccio     | 《萃夢想》                           |
|      | 少女綺想曲 ～ Dream Battle  | 《永夜抄》                           |
|      | 春色小徑 ～ Colorful Path   | 《花映塚》、《心綺樓》               |
|      | 二色蓮花蝶 ～ Ancients      | 《非想天則》                         |
|      | 二色蓮花蝶 ～ Red and White | 《蓬莱人形》、《深秘錄》、《憑依華》 |
|      | 世界如此可愛                | 《獸王園》                           |

## PC-98版（即旧作）作品設定
博丽神社的巫女。生来就具有强大的灵力，也是博丽神社以来灵力最强大的巫女。讨厌修练，最喜欢坐在神社的缘侧前悠闲地喝茶，罕有地天生幸运，使她解决了不少异变，现一人住在博丽神社中。与Windows平台的设定相比，PC-98平台的人物设定为紫色披肩长髮，和比较传统的日本巫女服，衣服为白色，裙子为红色；Windows平台的设定为黑色头发，带有鬓子上的装饰，以红色为主调的露出肩部的巫女服。

### 特殊能力
主要具有在空中飞的能力（在PC-98平台作品中为骑着玄爷飞行）。此外还有封印/净化的能力和能召唤神明力量的能力。

### 战斗技能
战斗技巧包括符咒投掷、将灵力放出的“灵击”（射击游戏的炸弹）、体术、以及法器“阴阳玉”的使用。

### 別名
| 外文 | 中文               | 作品                                                       |
| ---- | ------------------ | ---------------------------------------------------------- |
|      | 维护梦与传统的巫女 | 《梦时空》、《幻想乡》                                     |
|      | 巫女小姐           | 《梦时空》、《怪绮谈》                                     |
|      |                    | 《靈異傳》、《封魔錄》、《幻想乡》、《夢時空》、《怪綺談》 |

### 登場
- 《靈異傳》、《封魔錄》、《幻想乡》、《夢時空》、《怪綺談》自机
- 《幻想乡》4面BOSS（自機為魔理沙時）

### 主題曲
| 外文 | 中文                    | 作品       |
| ---- | ----------------------- | ---------- |
|      | 東方妖恋談              | 《梦时空》 |
|      | 少女綺想曲 ～ Capriccio | 《幻想鄉》 |